# Perina (Indonesië)
Perina is een bestuurslaag in het regentschap Centraal-Lombok van de provincie West-Nusa Tenggara, Indonesië. Perina telt 3021 inwoners (volkstelling 2010).